# Gare de Fives
La gare de Fives est une ancienne gare ferroviaire française située à Fives, quartier de la ville de Lille, ville centre de la Métropole européenne de Lille, préfecture du département du Nord et de la région Hauts-de-France. 
Elle est mise en service en 1844.

## Situation ferroviaire
La gare de Fives était située à 1,8 km de la gare de Lille, 300 m avant la bifurcation des lignes de Paris à Lille, de Lille à Tournai et de Lille à Béthune, près de la rue du Long-Pot, dans le quartier du Mont-de-Terre.

## Histoire
Après l'ouverture, le 6 juillet 1843, d'un débarcadère provisoire au lieu-dit le Lion-d'Or, l'emplacement de la station définitive est choisi « entre Lille et le faubourg de Fives ». Les travaux de construction de la nouvelle station de Fives, terminus de la ligne, débutent en septembre 1843 et elle est mise en service le 25 janvier 1844. Ce même jour, le débarcadère provisoire est fermé et abandonné.
En 1862, une grande halle est démontée, pour être réutilisée à la protection des voies et quais dans la gare d'Arras. La même année, deux embranchements industriels (autorisés en 1861) sont ouverts, et, surtout, est construite une nouvelle demi-rotonde, pour 28 locomotives, le dépôt de Fives qui se développe ensuite, ainsi que des voies de service. Étant donné l'accroissement important du trafic, des projets d'agrandissement de la gare sont étudiés par la Compagnie des chemins de fer du Nord qui, par ailleurs, est sur un projet de création d'une gare uniquement marchandises derrière le fort Saint-Sauveur.
Dans les années 1870, la Compagnie du Nord remanie des espaces de la gare en démolissant des anciens bâtiments pour construire les nouveaux ateliers d'Hellemmes, sur une surface supérieure à 16 hectares, à un kilomètre de la gare. Pour le transport des ouvriers, deux trains gratuits effectuent le trajet avec la gare de Lille, un le matin et un le soir pour le retour. La compagnie a pris cette décision, car il n'y avait pas de place pour agrandir la surface de la gare enclavée entre les fortifications de la ville et un faubourg très urbanisé.
En 1880, les installations sont améliorées, avec la mise en place de conducteurs électriques pour relier les postes d'aiguilleurs aux cabines de signalistes, et l'éclairage au gaz des nouvelles voies de garage et de triage.
Le 11 septembre 1942 à l'aube, des Juifs de la métropole lilloise, qui ont été arrêtés par les Allemands lors de la plus grande rafle du Nord-Pas-de-Calais, sont amenés à la gare de Fives. Ils attendent sous un soleil de plomb l'arrivée d'un train de voyageurs, affrété par l'autorité allemande. Des cheminots travaillant sur le site et aux ateliers de Fives décident spontanément de venir en aide à ces nombreux malheureux (dont de nombreuses femmes et enfants). Des dizaines de personnes sont sorties ou cachées dans des locaux abandonnés. Elles seront évacuées de nuit grâce à une échelle et trouveront des abris dans la métropole lilloise.
Pendant la Seconde Guerre mondiale, le site est plusieurs fois bombardé par le Bomber Command : en 1941, 1943 et 1944. Le 8 novembre 1942, quasiment deux mois après la rafle et le sauvetage de la Gare de Fives, un bombardement a lieu sur la gare et le quartier du Mont de Terre. 
Le 11 septembre 2016, une manifestation est organisée par la mairie de Lille, avec le concours de Grégory Célerse, un historien local, pour la première fois, sur le site de la gare de Fives. Cinq enfants sauvés en 1942, sont présents et dévoilent pour l'occasion une plaque pour honorer leurs sauveteurs. Vingt-quatre cheminots du site ont, à la même période, sauvé trente-quatre personnes juives (dont des enfants) de la déportation par les nazis.